# Grias colombiana
Grias colombiana là một loài thực vật linhin thuộc họ Lecythidaceae.
Loài này chỉ có ở Colombia.